# Wielki Order Króla Dymitra Zwonimira
Wielki Order Króla Dymitra Zwonimira z Wstęgą i Gwiazdą Poranną (chorw. Velered kralja Dmitra Zvonimira s lentom i Danicom) – chorwackie odznaczenie państwowe ustanowione w 1995 roku.

## Historia, organizacja i zasady nadawania
Order został ustanowiony 10 marca 1995 przez Zgromadzenie Chorwackie w celu nagradzania obywateli kraju oraz cudzoziemców „za wybitne zasługi dla niepodległości i integralności Republiki Chorwacji, ustanowienia stosunków między państwem i ugrupowaniami religijnymi, oraz znaczące dokonania w działalności kulturalnej i humanitarnej”. Order jest przyznawany wyłącznie wysokiej rangi dostojnikom państwowym i kościelnym. Nadaje go urzędujący prezydent Chorwacji mocą własnego postanowienia lub na wniosek Państwowej Komisji do Spraw Odznaczeń i Wyróżnień, skierowany do niej przez premiera rządu, przewodniczącego parlamentu lub ministra odpowiedniego resortu. Nazwa odznaczenia upamiętnia postać króla Dymitra Zwonimira, władcy średniowiecznego Królestwa Chorwacji w latach 1076–1089.
Order nie jest podzielony na klasy i zajmuje czwarte miejsce w kolejności starszeństwa chorwackich odznaczeń państwowych.

## Insygnia
Wykonaną ze srebra odznakę orderu stanowi krzyż o zdobionych starochorwackim ornamentem warkocza (chor. troplet) ramionach, które łączą łuki ze stylizowanymi falami o formie inspirowanej wzornictwem preromańskim. Na górnym łuku znajduje się ponadto inskrypcja: „Kralij Dmitar Zvonimir”. Na środku awersu krzyża umieszczony jest okrągły, pozłacany medalion z wizerunkiem płyty z Baški. Nad krzyżem znajduje się pozłacany medalion z profilem króla Dymitra Zwonimira, który otacza warkocz o pięciu węzłach. Na rewersie odznaki jest wytłoczony napis: „Republika Hrvatska” z otaczającym go warkoczem.
Wielka gwiazda orderu, nosząca nazwę „Porannej”, ma średnicę 90 mm i jest wykonana ze srebra. Jej osiem dłuższych i osiem krótszych promieni srebrnych przedzielają wiązki promieni pozłacanych. W centrum gwiazdy znajduje się okrągły, pozłacany medalion z wizerunkiem króla Dymitra Zwonimira.
Wstęga orderu (szer. 80 mm, dł. 1960 mm) składa się z trzech równej szerokości, pionowych pasów: czerwonego, białego i granatowego. Pasy czerwony i granatowy zdobią podwójne bordiury w formie złotego, starochorwackiego warkocza.